# Campeonato de Kazajistán de Ciclismo Contrarreloj
Los Campeonatos de Kazajistán de Ciclismo Contrarreloj se organizan anual e ininterrumpidamente desde el año 2000 para determinar el campeón ciclista de Kazajistán de cada año, en la modalidad. 
El título se otorga al vencedor de una única carrera, en la modalidad de Contrarreloj individual. El vencedor obtiene el derecho a portar un maillot con los colores de la Bandera de Kazajistán hasta el campeonato del año siguiente, solamente cuando disputa pruebas Contrarreloj.

## Palmarés
| Año  | Ganador             | Segundo             | Tercero             |
| 2000 | Dmitriy Fofonov     | Serguei Yakovlev    | Andrey Mizourov     |
| 2001 | Vadim Kravchenko    | Serguey Drevyanov   | Pavel Nevdakh       |
| 2002 | Andrey Mizourov     | Dmitriy Muravyev    | Pavel Nevdakh       |
| 2003 | Dmitriy Muravyev    | Vadim Lavrenenko    | Yuriy Yuda          |
| 2004 | Pavel Nevdakh       | Andrey Mizourov     | Yuriy Yuda          |
| 2005 | Dmitriy Muravyev    | Maxim Iglinskiy     | Maxim Gourov        |
| 2006 | Maxim Iglinskiy     | Dmitriy Muravyev    | Yuriy Yuda          |
| 2007 | Aleksandr Dyachenko | Dmitriy Gruzdev     | Andrey Mizourov     |
| 2008 | Andrey Mizourov     | Andrey Zeits        | Roman Kireyev       |
| 2009 | Andrey Mizourov     | Roman Kireyev       | Andrey Zeits        |
| 2010 | Andrey Mizourov     | Roman Kireyev       | Daniil Fominykh     |
| 2011 | Dmitriy Gruzdev     | Andrey Mizourov     | Aleksandr Dyachenko |
| 2012 | Dmitriy Gruzdev     | Alexey Lutsenko     | Daniil Fominykh     |
| 2013 | Andrey Mizourov     | Aleksandr Dyachenko | Daniil Fominykh     |
| 2014 | Daniil Fominykh     | Oleg Zemlyakov      | Dmitriy Rive        |
| 2015 | Alexey Lutsenko     | Daniil Fominykh     | Zhandos Bizhigitov  |
| 2016 | Dmitriy Gruzdev     | Zhandos Bizhigitov  | Nikita Stalnov      |
| 2017 | Zhandos Bizhigitov  | Nikita Stalnov      | Artyom Zakharov     |
| 2018 | Daniil Fominykh     | Igor Chzhan         | Andrey Zeits        |
| 2019 | Alexey Lutsenko     | Dmitriy Gruzdev     | Daniil Fominykh     |
| 2020 | No se disputó       | No se disputó       | No se disputó       |
| 2021 | Daniil Fominykh     | Yevgeniy Fedorov    | Yuriy Natarov       |
| 2022 | Yuriy Natarov       | Igor Chzhan         | Anton Kuzmin        |
| 2023 | Alexey Lutsenko     | Dmitriy Gruzdev     | Anton Kuzmin        |
| 2024 | Dmitriy Gruzdev     | Igor Chzhan         | Gleb Brussenskiy    |
| 2025 | Yevgeniy Fedorov    | Daniil Pronskiy     | Anton Kuzmin        |

## Estadísticas

### Más victorias
| Ciclista         | Victorias | Años                          |
| ---------------- | --------- | ----------------------------- |
| Andrey Mizourov  | 5         | 2002, 2008, 2009, 2010 y 2013 |
| Dmitriy Gruzdev  | 4         | 2011, 2012, 2016 y 2024       |
| Alexey Lutsenko  | 3         | 2015, 2019 y 2023             |
| Dmitriy Muravyev | 2         | 2003 y 2005                   |
| Daniil Fominykh  | 2         | 2014 y 2018                   |